# Plavnice Stare
Plavnice Stare is een plaats in de gemeente Bjelovar in de Kroatische provincie Bjelovar-Bilogora. De plaats telt 690 inwoners (2001).